# Condado de Clark (Arkansas)
El condado de Clark (en inglés: Clark County), fundado en 1818, es un condado del estado estadounidense de Arkansas. En el 2000 tenía una población de 23 546 habitantes con una densidad poblacional de 1051 personas por km². La sede del condado es Arkadelphia.

## Geografía
Según la Oficina del Censo, el condado tiene un área total de 2287 km² (883 mi²), de la cual 2240 km² (864,9 mi²) es tierra y 44 km² (17,0 mi²) es agua.

### Condados adyacentes
- Condado de Hot Spring (noreste)
- Condado de Dallas (este)
- Condado de Ouachita (sureste)
- Condado de Nevada (suroeste)
- Condado de Pike (oeste)
- Condado de Montgomery (noroeste)

### Ciudades y pueblos
- Amity
- Alpine
- Arkadelphia
- Caddo Valley
- Graysonia
- Gum Springs
- Gurdon
- Okolona
- Whelen Springs

## Mayores autopistas
- Interestatal 30
- U.S. Highway 67
- Carretera 7
- Carretera 8
- Carretera 26
- Carretera 51
- Carretera 53